# Václav Ježek
Václav Ježek (Zólyom, 1923. október 1. – Prága, 1995. augusztus 27.) Európa-bajnok csehszlovák labdarúgóedző.

## Pályafutása

### Edzőként
A Sparta Praha vezetőedzőjeként hat csehszlovák bajnoki címet (1965, 1967, 1984, 1987, 1988, 1991) és három kupagyőzelmet (1964, 1984, 1988) ért el. Az 1979–80-as szezonban holland kupagyőzelmet szerzett a Feyenoord csapatával.
1972 és 1978 között a csehszlovák válogatottat irányította szövetségi kapitányként. Edzői pályafutása legnagyobb sikerét is ebben az időszakban érte el, amikor megnyerték a Jugoszláviában rendezett 1976-os Európa-bajnokságot. A döntőben 2–2-es végeredményt követően büntetőrúgásokkal 7–6 arányban legyőzték a világbajnoki- és Európa-bajnoki címvédő NSZK-t.
A csehszlovák válogatottat 1993-ban még egy alkalommal irányította, ezzel ő lett a csapat történetének utolsó szövetségi kapitánya.

## Sikerei, díjai

### Edzőként
Sparta Praha
- Csehszlovák bajnok (6): 1964–65, 1966–67, 1983–84, 1986–87, 1987–88, 1990–91
- Csehszlovák kupa (3): 1963–64, 1983–84, 1987–88

Feyenoord
- Holland kupa (1): 1979–80

Csehszlovákia
- Európa-bajnok (1): 1976